# Polilizină
Polilizina este un polimer al lizinei care conține multiple sarcini pozitive și este folosită pentru a media/facilita adeziunea celulelor vii la substratul de cultură sau adeziunea celulelor fixate la lamelele de sticla (de exemplu pentru microscopia de fluorescență).
Polilizina este folosită și ca scavanger al moleculelor de PIP2 (fosfatidilinozitol 4,5 bifosfat).